# Montrose (Colorado)
Montrose és una població dels Estats Units a l'estat de Colorado. Segons el cens del 2006 tenia 15.479 habitants.

## Demografia
Segons el cens del 2000, Montrose tenia 12.344 habitants, 5.244 habitatges, i 3.319 famílies. La densitat de població era de 415,5 habitants per km².
Dels 5.244 habitatges en un 28,2% hi vivien nens de menys de 18 anys, en un 49,8% hi vivien parelles casades, en un 10,2% dones solteres, i en un 36,7% no eren unitats familiars. En el 31,9% dels habitatges hi vivien persones soles el 16,2% de les quals corresponia a persones de 65 anys o més que vivien soles. El nombre mitjà de persones vivint en cada habitatge era de 2,29 i el nombre mitjà de persones que vivien en cada família era de 2,88.
Per edats la població es repartia de la següent manera: un 23,9% tenia menys de 18 anys, un 7,2% entre 18 i 24, un 25,8% entre 25 i 44, un 22,5% de 45 a 60 i un 20,6% 65 anys o més.
L'edat mediana era de 40 anys. Per cada 100 dones de 18 o més anys hi havia 87,2 homes.
La renda mediana per habitatge era de 33.750 $ i la renda mediana per família de 42.017 $. Els homes tenien una renda mediana de 30.674 $ mentre que les dones 21.067 $. La renda per capita de la població era de 18.097 $. Entorn de l'11,3% de les famílies i el 14,7% de la població estaven per davall del llindar de pobresa.

## Poblacions més properes
El següent diagrama mostra les poblacions més properes.